# Eikä vieläkään ole edes ilta
Eikä vieläkään ole edes ilta is een album van de Finse band Apulanta. Het album is uitgebracht in 2007. Op het album staan de volgende nummers:
1. Intro - 0:54
2. Viisaus ei asu meissä - 3:32
3. Karman laina - 3:02
4. Ei yhtään todistajaa - 3:34
5. Trauma - 4:30
6. Väistö - 5:31
7. Koneeseen kadonnut - 4:43
8. Ylijäämävalumaa - 3:56
9. Unenkansa - 5:43
10. Odotus - 5:05
11. Tornion kevät - 1:01
12. Kalemiehen toveri - 2:17
13. Minä olen voittaja - 2:52
14. Näytelmä - 3:55
15. Kaivo - 3:27

Alle nummers zijn liveopnamen. Nummer 11 (Tornion kevät) wordt gezongen door 'Sipe'. De opnames zijn gemaakt op 9 en 10 februari 2007 en 21 april 2007.